# 拉布吉康峰
拉布吉康峰也作拉布楚康峰，是一座位于中国西藏自治区境内的山峰。在喜玛拉雅山中段，希夏邦马峰和卓奥友峰之间，是西藏聂拉木县与定日县的界山。拉布吉康峰是由东向西排列着的三座7000米以上的山峰组成，位于中央的主峰（拉布吉康I峰），海拔7367（一说7374）米。1987年10月，由中国、日本联合登山队完成首登。2010年10月，美国登山者Joe Puryear在攀登此峰时发生滑坠遇难
。